# Emmène-moi demain avec toi
Singles de Mireille Mathieu
La Bonne Année
(1973) La Paloma adieu
(1973)
Emmène-moi demain avec toi est une chanson de la chanteuse française Mireille Mathieu sorti en 1973 sous le label Philips. Sur la face B du 45 tours, se trouve Roma, Roma, Roma qui a une version allemande du même nom. En 1973, le 45 tours s'est vendu à plus de 150 000 exemplaires.